# Patriotas (Argelia)
Los Patriotas, a veces llamados «resistentes» o «milicias populares», eran unidades paramilitares de seguridad ciudadana, organizadas por ciudadanos voluntarios vestidos de paisano. Las milicias luchaban junto a las fuerzas de seguridad argelinas, contra los grupos armados islamistas, en zonas remotas o de difícil acceso, durante la Guerra civil que tuvo lugar en Argelia.

## Historia

### Reclutamiento
El reclutamiento de los voluntarios comenzó en 1994, bajo el gobierno de Redha Malek (agosto de 1993 - abril de 1994), un exmiembro de la delegación del Frente de Liberación Nacional (FLN) durante los Acuerdos de Évian, Malek se oponía a los islamistas y era una de las principales figuras de un movimiento político llamado "los erradicadores". La idea de crear una fuerza paramilitar se hizo pública oficialmente por parte del ministro del Interior, el Coronel Salim Saadi, durante un discurso pronunciado en Blida el 23 de marzo de 1994, reclamando el establecimiento de una organización de defensa civil, sin embargo, sería el General Mohammed Touati quien en marzo de 1993, había sugerido involucrar a la sociedad civil en la lucha contra el terrorismo, mediante la creación de una fuerza de autodefensa paramilitar activa en todo el territorio nacional y supervisada por ex-soldados y veteranos de la guerra de Independencia de Argelia. Las fuerzas de autodefensa fueron armadas y equipadas por las autoridades y se formaron grupos de "patriotas" en varios puntos del país para colaborar con los servicios de seguridad argelinos. Más de 80.000 "patriotas" fueron reclutados entre 1994 y 1999 por un salario equivalente a tres veces el salario mínimo del país.

### Disolución
La disolución del cuerpo de "patriotas" comenzó tras la entrada en vigor de la ley de concordia civil (julio de 1999) con la mejora de la seguridad y el decreto presidencial de amnistía para los islamistas. 
En enero de 2000, hubo un desarme por parte de los "patriotas", que intentaron organizarse poniendo en marcha la Coordinadora de Patriotas Argelinos de Legítima Defensa (CPALD). 
En 2005, sólo quedaba un reducido número de 6.000 "patriotas" en todo el país, activos junto a las unidades militares del Ejército Nacional Popular, que operaban en los lugares donde persistían algunos grupos terroristas. 
Posteriormente, algunos retomaron su actividad como agricultores, en el marco de un programa nacional de desarrollo rural, otros fueron contratados por empresas de seguridad, o bien se alistaron en la "Guardia comunal".